# TSV Rudow 1888
TSV Rudow 1888 is een Duitse sportclub uit het Berlijnse stadsdeel Rudow. Met rond de 4700 leden is het een van de grootste sportclubs in Berlijn. De club is actief in voetbal, basketbal, volleybal, atletiek, turnen, badminton, tennis, tafeltennis, karate, handbal, judo, kegelen en cheerleading.
De club werd op 22 september 1888 opgericht als MTV Jahn-Rudow. In 1903 werd de naam gewijzigd in TV Jahn Rudow 1888. In 1924 nam de club zijn intrek in de huidige accommodatie de Sportplatz Stubenrauchstraße. In 1949 werd de huidige naam aangenomen.

## Voetbal
In 1935 kreeg de club een voetbalafdeling toen leden van Arbeitersportverein Rudow 1912 zich bij de club aangesloten hadden. Twee jaar eerder werden alle arbeiderssportclubs verboden door de NSDAP. In 1961 promoveerde de club naar de Amateurliga Berlin, op dat moment de tweede klasse in Duitsland. De club kon een degradatie maar net vermijden en het volgende seizoen werd de club afgetekend laatste.
In 1986 promoveerde de club naar de Oberliga Berlin, toen de derde klasse en kon ook daar maar net de degradatie vermijden door een beter doelsaldo. In de wedstrijd tegen Hertha BSC kwamen er 5.000 toeschouwers, een record voor de club. Na een plaats in de middenmoot volgde in 1989 opnieuw een degradatie.
Sinds de oprichting van de Berlin-Liga als hoogste Berlijnse klasse in 1992 is TSV Rudow de club met de meeste seizoenen in deze competitie, die sinds 2008 nog maar de zesde hoogste klasse is. Van 1994 tot 2007 speelde de club er en opnieuw van 2010 tot 2024. In 2002 en 2016 werden ze derde, hun beste notering.